# Weikman-Nunatakker
Die Weikman-Nunatakker sind eine zwei Nunatakker im westantarktischen Marie-Byrd-Land. In den Ford Ranges ragen sie 3 km östlich des Mount Perkins an der Wasserscheide zwischen den oberen Ausläufern des Balchen-Gletschers und dem Crevasse Valley Glacier auf.
Wissenschaftler der United States Antarctic Service Expedition (1939–1941) kartierten sie. Das Advisory Committee on Antarctic Names benannte sie 1970 nach Edward R. Weikman Jr. von der United States Navy, Baumechaniker auf der Byrd-Station im Jahr 1967.